# 獣たちの熱い眠り
『獣たちの熱い眠り』（けものたちのあついねむり）は、勝目梓による1978年に出版された日本の小説、およびこれを原作として1981年に製作された日本映画。

## 概要
脅迫組織の罠によって選手生活から追放されたテニスプレイヤーの壮絶な復讐を描くハードボイルド・エロス小説。1978年12月にトクマ・ノベルズより出版、1981年5月に文庫版発売。1999年には講談社文庫より発売された。

## 劇場映画
東映=徳間文庫提携作品。1981年9月12日、全国東映系公開。ビスタサイズ、カラー111分。同時上映：『ガキ帝国 悪たれ戦争』。未ソフト化作品。
2016年9月、CS・日本映画専門チャンネルにて、本作のHDリマスター版が『蔵出し名画座』枠でテレビ初放送された。

### あらすじ
今を時めく人気テニスプレイヤーの三村浩司は、営業先の長崎で出会った外人ホステスとの情事の現場写真を脅迫組織に握られてしまう。世間から強姦魔のレッテルを張られ、プロ資格停止処分を受けた三村は名誉回復のため独自調査に乗り出すが、組織の卑劣な罠によって殺人の濡れ衣を着せられ、さらにその毒牙は妹の真紀の身にも伸びる。全てを失った三村の心に、眠れる獣の血が覚醒する。

### キャスト
- 三村浩司 - 三浦友和
- 清水孝子 - 風吹ジュン
- 三村真紀 - なつきれい
- 鳥飼陽子 - 宇佐美恵子
- 岸井節男 - 石橋蓮司
- 斉田一郎 - 鹿内孝
- 白木 - 峰岸徹
- 中田明夫 - 宮内洋
- 不動産屋 - 佐藤蛾次郎
- ジューン - ダーレン
- 特別出演
  - トレーナー - 吉行和子
  - エレベータの女 - 池波志乃
  - マルチーズの女 - 水原ゆう紀
  - 歌手 - 来栖ANNA
- 鈴木 - 阿藤海
- 桜井 - 安岡力也
- 滝田 - 草薙幸二郎
- 黒柳健策 - 中丸忠雄
- 丸山刑事 - 中尾彬
- 野々山 - 成田三樹夫
- 深町 - 伊吹吾郎

### スタッフ
- 企画 - 矢部恒（東映）、荒井修（徳間書店）
- プロデューサー - 坂上順（東映映像事業部）、川口義宏（テアトル・ド・ポッシュ）
- 原作 - 勝目梓
- 監督 - 村川透
- 脚本 - 永原秀一
- 撮影 - 仙元誠三
- 録音 - 柿沼紀彦
- 照明 - 渡辺三雄
- 美術 - 今村力
- 編集 - 祖田富美夫
- 助監督 - 下村優
- 進行主任 - 青木勝彦
- 音楽 - 速水清司
- 音楽ディレクター - 鈴木清司
- 主題歌 - 来栖ANNA「行かないで」
  - 作詞 - 長沢ヒロ
  - 作曲 - 速水清司
  - 編曲 - 鳴瀬喜博
  - バーボンレコード、BMA-2010
- 記録 - 高津省子
- 音響効果 - 原尚
- スチール - 加藤光男
- 擬斗 - 國井正廣
- スタント - スリー・チェイス
- テクニカル・アドバイザー - トビー門口
- テニス指導 - 坂本真一
- 現像 - 東映化学
- 東映 = 徳間文庫提携作品
- 配給 - 東映

## 製作

### 企画
1981年の初めに徳間康快徳間書店社長から岡田茂東映社長に映画提携の申し入れがあり、東映=徳間文庫提携作品として製作が決まった。徳間社長は文庫フェアに絡め、勝目梓を売り出すという相乗効果を狙った。岡田東映社長は1981年の東映ラインナップとして、原作ものの連打を決め、4月に池波正太郎原作・萬屋錦之介主演で『仕掛人梅安』、夏に伊藤左千夫原作・松田聖子主演で『野菊の墓』、秋に本作と1981年初めに既に研究準備中だった宮尾登美子原作・五社英雄監督の『鬼龍院花子の生涯』を並べたいというプランを立てていた。

### 監督・キャスティング
村川透の監督が先に決まり、主演は松田優作が最初に挙がったが、「善良な男が突然の事件で獣化してゆく。善良性から次第に不良性を帯びてゆく」というコンセプトでは「できあがってしまっている」という理由で、意外性も考え三浦友和がキャスティングされた。「東映の高倉健を継承する役者に育てたい」という出演オファーに、三浦は自身も村川透のファンであり、原作に多いポルノ部分を、かなり削って欲しいと注文をした上で、出演を承諾した。三浦は1982年の正月映画を予定していた同じ東映の大作『大日本帝国』へ出演が決まっており、『大日本帝国』の撮影が1981年の4月にワンシーンだけあったため、頭を角刈りにしていた。三浦は1970年代後半に山口百恵とのゴールデンコンビで大人気を博し、好青年イメージが定着したが、本来は萩原健一や松田優作のような反体制を引きずる役者に憧れを持っており、うってつけの役といえた。三浦の気合に岡田も売り出し号令をかけ、青春スター・三浦友和からハードボイルド・アクションスターへの転換を図るというコンセプトが打ち出された。東宝イメージの三浦から"東映の三浦友和"が誕生!?などと報道するマスメディアもあった。三浦は「この作品が、ひとつのターニング・ポイントだと思っています」と決意を述べ、ハードな暴力シーンやベッドシーンにも挑戦。関根忠郎作成による宣伝惹句は「ウェイク・アップ友和! 今度は俺が攻める番だ。」であった。
三浦の脇を固める俳優は、怪演が目を惹く石橋蓮司他、阿藤海、成田三樹夫、安岡力也、草薙幸二郎、中丸忠雄、中尾彬など、癖の強い役者で固められた。喰うか、喰われるかの状態に追い込んで、友和の生の部分を引っ張り出そうという考えであった。

### 製作発表会見
1981年5月6日、銀座の東映本社会議室で製作発表記者会見があり、岡田茂東映社長、徳間康快徳間書店社長、勝目梓、村川透監督、 三浦友和、宇佐美恵子、なつきれい、ダーラン・フリューゲルらが出席。全キャスティングの発表と、明日（1981年5月7日）クランクイン、6月中旬、クランクアップなどの説明があった、三浦友和がハードな濡れ場を演じると報道されていため、マスメディアの質問は「今日出がけに百恵さんは何と云いましたか」「ベッドシーンに百恵さんは何と云われていますか?」等、三浦に山口百恵と絡ませての質問が集中。これに岡田社長が怒り、「奥さんを食わせてやるくらいガンバレ！徳間社長はこの作品は大映映画ではなく徳間書店と東映の提携だと言っている」などとピンと外れた発言を行いマスメディアを煙に巻いた。

### 撮影
1981年5月上旬、長崎ロケからクランクイン。長崎港や眼鏡橋などでロケを行い、全体の三分の二がロケ。スタジオ撮影は東映東京撮影所で、第5スタジオに珍しいカジノの豪華かつ大掛かりなセットが組まれた。三浦の二枚目的な甘さは無理に消すことはないと、美術セット他、画作りにはロマンチック、かつファッショナブルなものを狙い、松田優作主演ものとは意識して差異を出した。村川組としてはゆったりとした撮影スケジュールが組まれ、撮影日数は正味30日。三浦は山口百恵との結婚後の初主演映画で激しいセックスシーンを演じると報道されたため、ここでもマスメディアが取材に殺到。百恵との結婚でマスメディアにもみくちゃにされて間もないにもかかわらず、女性誌が「セックスシーンに対して奥さんの反応は？」のような百恵に絡めた質問が多く、三浦が辟易し憮然となる状態であった。村川は「その苛立ちを画に出せれば」と話していた。

### ベッドシーン
三浦は本格的な映画出演は初めてとなる宇佐美恵子と、アメリカでスーザン・アントンと並ぶトップモデルと伝えられたダーラン・フリューゲルと、日米のトップモデルとのベッドシーンを演じた。ダーランは、 アメリカ映画『アイズ』『宇宙の7人』に出演歴もあるモデル兼女優で、身長174cm、B82、W59、H84。ダーランはプロに徹して、何のためらいもなく全裸になり、見事なプロポーションを惜し気もなく披露。ダーランと三浦のベッドシーンでは入念なテストの繰り返しに4時間を費やし、2人とも汗ビッシャリで、ハードなセクスシーンが撮影された。撮影終了後、ダーランが「ミスタートモカズ、可愛いね」と言ったため、三浦はタジタジだった。
宇佐美とのベッドシーンでは監督の村川が「役の気持ちになっていける」と両方に全裸になることを要望した。宇佐美は「理解できる」と納得し「演じる以上はそのくらいまで演りたい」と全裸になったが、三浦が拒否。片方が下を着けていると映り込んだときに不自然なため、結局二人ともパンツは着けて撮影した。濃厚なベッドシーンは三浦も初めてで、村川監督が濡れ場を手取り足取り指導した。村川は監督デビュー作『白い指の戯れ』（1972年）では「濡れ場の演出はできない」と尻込みし、主演の荒木一郎が「じゃあ俺がやる」と、カメラの姫田真佐久と相談して濡れ場の演出を全部やったといわれるが、村川監督もキャリアをこなし、濡れ場の演出も出来るようになったものと見られる。当時は宣伝も兼ねて、マスメディアを撮影所に招待し、こうした女優が胸やお尻を露出し、相手役が胸に吸い付いたり、疑似挿にゅうするようなハードな濡れ場も写真に撮らせ、濡れ場写真も週刊誌等に掲載された。
1981年6月上旬クランクアップ。

## 宣伝
徳間ブックフェアと同時に公開された。徳間書店が文庫をスタートさせたのは1980年10月で、小説はあまり売れておらず、徳間文庫全体のPRを狙ったフェアに絡め、勝目梓を売り出すという相乗効果を狙った。

## 公開
この年夏の角川=東映提携作『魔界転生』とのバッティングを避け、秋の公開が決まった。

## 評価
山口百恵とのコンビ作品でない三浦友和の主演作は『黄金のパートナー』『遠い明日』など、全て興行は惨敗しており不安視された。『キネマ旬報』は「三浦には歌手を取り巻くファン層のような熱狂的ファンが少ない。ヤング層が映画観客の中心になっている現映画界は、たのきんトリオや松田聖子のようなスター歌手の人気度に再び注目しなくてはならない状況が出てきており、その点でも三浦の起用は疑問視される。徳間書店が文庫本に手を出したのは最近のことで、東映との提携は書籍と映像のジョイントという角川方式を踏襲しているが、この後押しがどのくらい宣伝面に開花してくるかとなるが、前述のハンデを考えると空回りに終わる公算が大なのではないか」などと評した。岡田社長は三浦友和主演映画のシリーズ化を構想していたが、三浦は東映ではスターになれなかった。

## リバイバル上映
お蔵出し映画祭2015の特別上映作品としてシネマ尾道にて上映された。